# دانيال إف. أشفورد
دانيال إف. أشفورد هو شخصية أعمال وسياسي أمريكي، ولد في 29 نوفمبر 1879، وتوفي في 17 يوليو 1929. نشط حزبياً في الحزب الديمقراطي. وقد انتخب عضو مجلس نواب لويزيانا ‏.